# Estrella (teoría de juegos)
En la teoría de juegos combinatorios, estrella, escrito como {\displaystyle *} o {\displaystyle *1}, es el valor dado al juego en el que ambos jugadores solo tienen la opción de pasar al juego cero. La estrella también se puede denotar como la forma surreal {0|0}. Este juego es una victoria incondicional para el primer jugador.
Estrella, como lo define John Conway en Winning Ways for your Mathematical Plays, es un valor, pero no un número en el sentido tradicional. La estrella no es cero, pero no es positiva ni negativa, por lo que se dice que es borrosa y se confunde con (una cuarta alternativa que no significa "menor que", "igual a" ni "mayor que") 0. Es menor que todos los números racionales positivos y mayor que todos los racionales negativos.
Juegos distintos de {0 | 0} puede tener valor *. Por ejemplo, el juego {\displaystyle *2+*3}, donde los valores son nimbers, tiene valor * a pesar de que cada jugador tiene más opciones que simplemente pasar a 0.

## Por qué * ≠ 0
Un juego combinatorio tiene un jugador positivo y negativo; qué jugador se mueve primero queda ambiguo. El juego combinatorio 0, o {|}, no deja opciones y es una victoria para el segundo jugador. De la misma manera, un juego combinatorio es ganado (asumiendo un juego óptimo) por el segundo jugador si y solo si su valor es 0. Por lo tanto, un juego de valor *, que es un ganador del primer jugador, no es ni positivo ni negativo. Sin embargo, * no es el único valor posible para un juego ganador del primer jugador (ver nimbers).
Una estrella tiene la propiedad de que * + * = 0, porque la suma de dos juegos de valor- * es el juego cero; El único movimiento del primer jugador es el juego *, que ganará el segundo jugador.

## Ejemplo de un juego de valor *
Nim, con una pila y una pieza, tiene valor *. El primer jugador quitará la pieza y el segundo perderá. Se define que un juego de Nim de una sola pila con una pila de n piezas (también una victoria del primer jugador) tiene el valor * n . Los números * z para enteros z forman un campo infinito de característica 2, cuando la suma se define en el contexto de los juegos combinatorios y la multiplicación recibe una definición más compleja.